# Shuzhen Zhou
Shuzhen Zhou (chinois simplifié : 周淑贞), née à Nankin en 1915 et morte en 1997, est une géographe chinoise. Elle est considérée comme une pionnière en climatologie et comme la fondatrice de la recherche en climatologie urbaine en Chine.

## Biographie
Shuzhen Zhou naît à Nankin, dans le Jiangsu, en 1915. Elle étudie au collège de filles de Nanjing Huiwen et rejoint en 1934 le département de géographie de l'université nationale centrale où elle obtient son diplôme en 1938. Elle enseigne successivement à l'université de Chongqing, à l'université Jiao-tong de Shanghai et en 1950 à l'Institut de navigation de Shanghai. Elle rédige plusieurs manuels de référence de premier cycle et devient membre de l'éditeur de manuels de géographie de la Commission nationale de l'éducation. En 1953, elle est transférée au département de géographie de l'université normale de la Chine de l'Est afin de mener des recherches en sciences atmosphériques,. Elle devient quelques années après directrice du Centre de recherche sur le climat urbain de l'université nationale.
Durant sa longue carrière de plus de 50 ans, elle est entre-autres vice-présidente de la Société météorologique de Shanghai et membre du comité climatique de la Société géographique chinoise.
Shuzhen Zhou enseigne les sciences atmosphériques et la recherche scientifique à plusieurs générations d'étudiants et d'étudiantes.

## Travaux

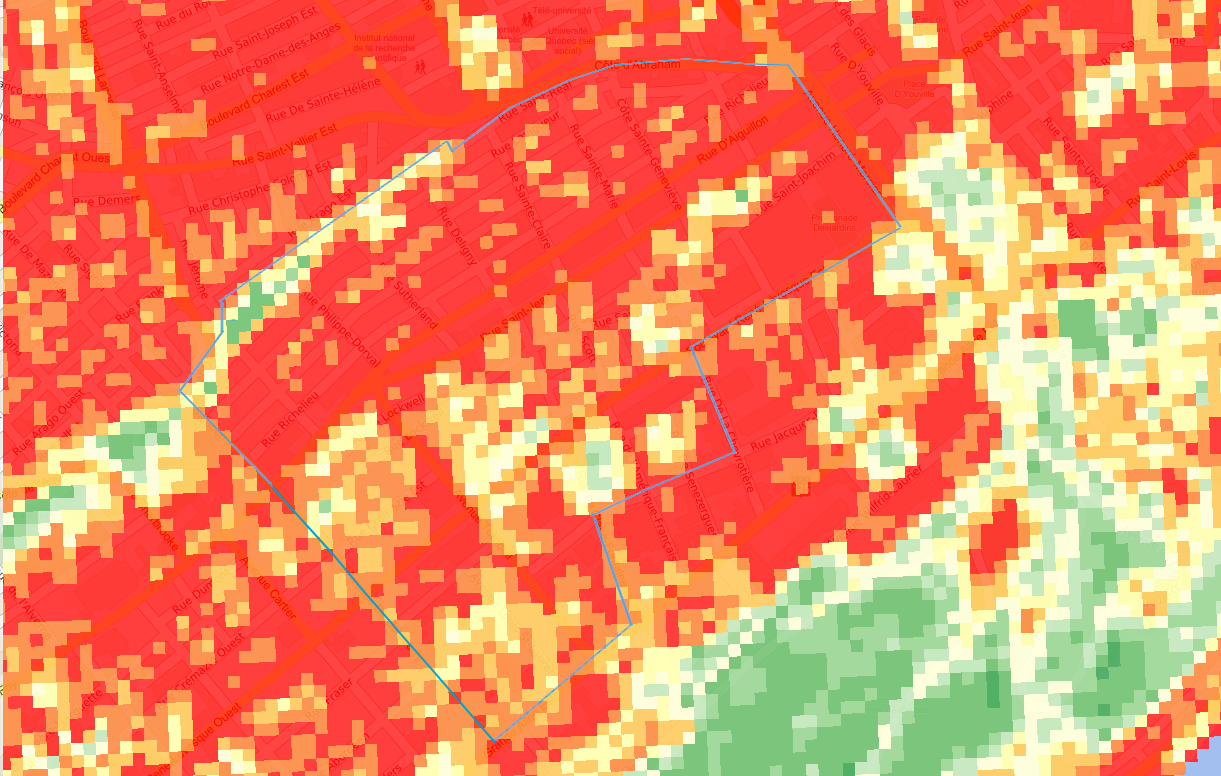
Exemple d'un îlot de chaleur urbain

C'est à l’institut de navigation de Shanghai qu'elle réalise ses premiers travaux, avec la collecte de données météorologiques et prévisionnelles marines. Ce travail lui permet de réaliser la probable première conférence sur la « météorologie de la navigation » en Chine. Dans les années 50 , elle met en évidence le phénomène d'îlot de chaleur urbain dans le processus de développement urbain à Shanghai. Elle montre ses cinq effets sur le climat urbain (effet d'îlot de chaleur, effet d'île humide, effet d'île sèche, effet d'île de pluie et effet d'île turbide), une première en Chine. Ces travaux font d'elle la fondatrice de la recherche en climatologie urbaine en Chine.
Elle est à l'origine de la classification climatique de Zhou Shuzhen (zh). Celle-ci est basée sur la classification climatique de Köppen et prend en compte les caractéristiques typiques du climat de Chine continentale. Köppen confond le climat de mousson subtropical de la Chine avec le climat humide subtropical, le climat de mousson tempéré de la Chine avec le climat continental humide tempéré et celui du sud de la Chine avec le climat tropical de saison sèche et humide. La classification climatique de Shuzhen Zhou cherche à corriger ces erreurs et propose alors une division du climat mondial en trois zones climatiques et quatre régions de climat des hautes terres.

## Hommage et distinctions
Entre 1981 et 1992, Shuzhen Zhou est invitée en Allemagne, aux États-Unis, au Mexique, au Japon. Lors de la Conférence de Kyoto sur le climat urbain en 1989 au Japon, elle est saluée par la communauté internationale de la climatologie urbaine comme l'une des « cinq chercheurs pionniers » avec des réalisations exceptionnelles dans le monde.
En 2015, l'université normale de la Chine de l'Est organise la « réunion de commémoration du centenaire de Shuzhen Zhou ». À cette occasion, une statue en bronze de Shuzhen Zhou est dévoilée.

## Publications
Shuzhen Zhou est l'autrice de plus de 70 publications qui ont remporté plusieurs prix nationaux,. Parmi ces ouvrages :
- (zh) 周淑贞 et 张超, 城市气候学导论 [« Introduction à la climatologie urbaine »], 华东师范大学出版社,‎ 1985, 328 p.
- (zh) 周淑贞 et 束炯, 城市气候学 [« Climatologie urbaine »], 气象,‎ 1994, 618 p. (ISBN 9787502916459)
- (zh) 周淑贞, 上海城市气候的五岛效应 [« L'effet des cinq îles sur le climat urbain de Shanghai »]